# 국가판무관
국가판무관(國家辦務官, 독일어: Reichskommissar 라이히스코미사르[*])은 독일 근대사에서 여러 다양한 지방관 관직들을 가리키는 직함으로 사용된 호칭이다.

## 독일 제국
1871년 독일 제국이 통일된 뒤 국가판무관은 특수임무를 감독하는 관직으로서 존재했다. 예컨대 함부르크에는 이민국가판무관(Reichskommissar für das Auswanderungswesen)이 설치되었다.
또한 독일 제국의 보호령(이라고 하지만 사실상 식민지)들 대부분을 다스린 일종의 총독직도 국가판무관이라고 했다.
- 카메룬 국가판무관
  - 1884년 7월 14일 – 1884년 7월 19일 구스타프 나흐티갈 (1834년 생 – 1885년 몰)
  - 1884년 7월 19일 – 1885년 4월 1일 막시밀리안 무흐너(권한대행) (1846년 생 – 1921년 몰)
  - 1885년 4월 1일  – 1885년 7월 4일 에두아르트 폰 크노르 (1840년 생 – 1920년 몰)

- 토골란드 국가판무관
  - 1884년 7월 5일 – 1884년 7월 6일 구스타프 나흐티갈, 서아프리카 국가판무관 직함
  - 1884년 7월 6일 – 1885년 6월 26일 하인리히 란다트, 임시집정관 직함
  - 1885년 6월 26일 – 1887년 5월  에른스트 팔켄탈 (1858년 생 – 1911년 몰)
  - 1887년 7월  – 1888년 10월 17일 예슈코 폰 푸트카머(권한대행) (1855년 생 – 1917년 몰)
  - 1888년 10월 17일 – 1891년 4월 14일 오이겐 폰 치머러 (1843년 생 – 1918년 몰)
  - 1891년 4월 14일 – 1892년 6월 4일 공석
  - 1892년 6월 4일 – 1893년 11월 예슈코 폰 푸트카머

- 나우루 국가판무관
  - 1886년 – 1887년 빌헬름 크나페 (1855년 생 – 1910년 몰)
  - 1888년 – 1889년 프란츠 레오폴트 존넨셰인 (1857년 생 – 1897년 몰)

## 전간기
프란츠 폰 파펜이 프로이센 쿠데타를 일으켰을 당시 프로이센 총리직을 일시 폐지하고 국가판무관직을 설치, 자신이 취임했다.

## 나치 독일
아돌프 히틀러는 제2차 세계 대전 당시 점령한 국가들에 국가판무관 직함의 지방관을 파견하고 그 기관을 국가판무관부라 했다.
- 노르웨이 국가판무관
  - 1940년 4월 24일 – 1945년 5월 7일 요제프 테르보펜 (1898년 생 – 1945년 몰), 나치 당료.
  - 1945년 5월 7일 – 1945년 5월 8일 프란츠 뵈흐메 (1898년 생 – 1945년 몰), 국방군 장성

- 네덜란드 국가판무관
  - 1940년 5월 29일 – 1945년 5월 5일 아르투어 자이스잉크바르트 (1892년 생 – 1946년 몰), 나치 당료

- 벨기에 북프랑스 국가판무관
  - 1944년 7월 18일 – 1945년 1월 요제프 그로헤 (1902년 생 – 1988년 몰), 나치 당료

- 동방 국가판무관
  - 1941년 7월 17일 – 1944년 9월 26일 – 힌리히 로흐제 (1896년 생 – 1964년 몰), 나치 당료
  - 1944년 9월 26일 – 1945년 2월 2일 – 에리히 코흐 (1896년 생 – 1986년 몰), 나치 당료. 소련 붉은 군대가 1944년 10월 13일 리가를 점령하면서 사실상 쫓겨났지만 동방 국가판무관부는 1945년 2월 2일까지 공식적으로 해체되지 않았다.

- 우크라이나 국가판무관
  - 1941년 8월 20일 – 1943년 10월 6일 – 에리히 코흐 (1896년 생 – 1986년 몰), 나치 당료
  - 1942년 – 1943년 9월 30일 – 파울 다르겔(권한대행) (1903년 생 – 19??년 몰), 나치 당료
  - 1943년 10월 – 1944년 – 쿠르트 폰 고트베르크 (1896년 생 – 1945년 몰), 나치 당료

- 모스크바 국가판무관(서류상으로만 설치됨)
  - 1941년 7월 17일 임명 - 지크프리트 카셰 (1903년 생 - 1947년 몰), 나치 당료

- 코카서스 국가판무관(서류상으로만 설치됨)
  - 1941년 7월 17일 임명 - 아르노 슈이케단츠 (1892년 생 – 1945년 몰), 나치 당료

## 같이 보기
- 국가판무관부